# Пустынька (Тосненский район)
Пу́стынька — посёлок при станции в Никольском городском поселении Тосненского района Ленинградской области.

## История

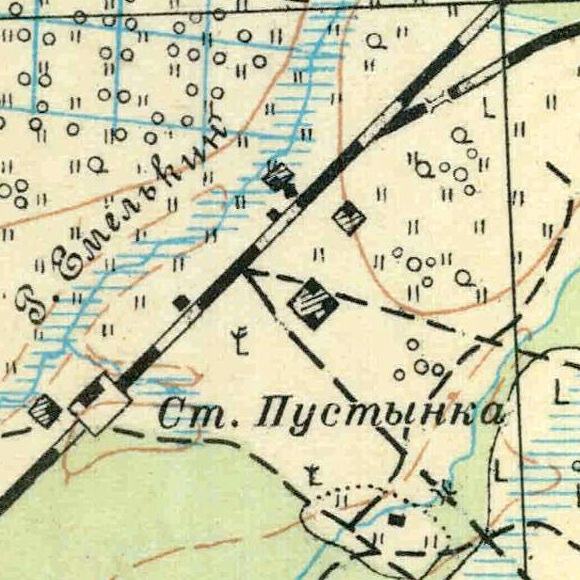
Станция Пустынка. 1931 год

В 1973 году согласно областным административно-территориальным данным посёлок при станции Пустынька в составе Тосненского района не значился.
По данным 1990 года посёлок при станции Пустынька входил в состав Никольского поссовета.
В 1997 году в посёлке при станции Пустынька Никольского городского поселения проживали 14 человек, в 2002 году — 23 человека (все русские), в 2007 году — 12.

## География
Посёлок расположен в северной части района близ автодороги 41К-268 (подъезд к пос. Гладкое), к югу от административного центра поселения города Никольское на железнодорожной линии Мга — Гатчина-Товарная.
Расстояние до административного центра поселения — 8 км.
Через посёлок протекает Омелькин ручей.

## Демография
| 2007 | 2010 | 2017 |
| ---- | ---- | ---- |
| 12   | ↗46  | ↘5   |